# José Casado del Alisal
José María Casado del Alisal (Villada, Palencia, 24 de marzo de 1832-Madrid, 8 de octubre de 1886) fue un pintor español. Era hermano del empresario hispanoargentino Carlos Casado del Alisal.

## Biografía
Se formó en la Escuela Municipal de Dibujo de Palencia, creada en 1838, al igual que Dióscoro Teófilo Puebla Tolín, Serafín Martínez del Rincón y Trives, Eugenio Oliva Rodrigo, Juan María de Velasco y Asterio Mañanós Martínez, entre otros, y en la Real Academia de Bellas Artes de San Fernando, donde estudió bajo la dirección de Federico Madrazo. En 1855 consigue, por su cuadro Resurrección de Lázaro, una beca para ir a Roma, en donde se encontró con Antonio Gisbert y Dióscoro Puebla, con quien mantuvo una amistad que cultivó toda la vida. Residió en Nápoles, Milán y Venecia. Prorrogada su pensión, continuó su formación en París a partir de 1861, donde pintó el lienzo El juramento de las Cortes de Cádiz, obra que presentó en la exposición de 1862 y que se encuentra colgado en el hemiciclo del Congreso de los Diputados de España. 
Obtiene medalla de primera clase en la exposición nacional de 1860, con su cuadro Últimos momentos de Fernando IV el Emplazado, enviado desde Italia en 1856, y repite medalla de igual clase en la Nacional de 1864 con su lienzo La rendición de Bailén, pintura recordatoria de la capitulación del ejército francés el 19 de julio de 1808, ante las tropas españolas. Fue el primer director de la Real Academia de España en Roma, inaugurada oficialmente en enero de 1881, y miembro de la Real Academia de Bellas Artes de San Fernando. 

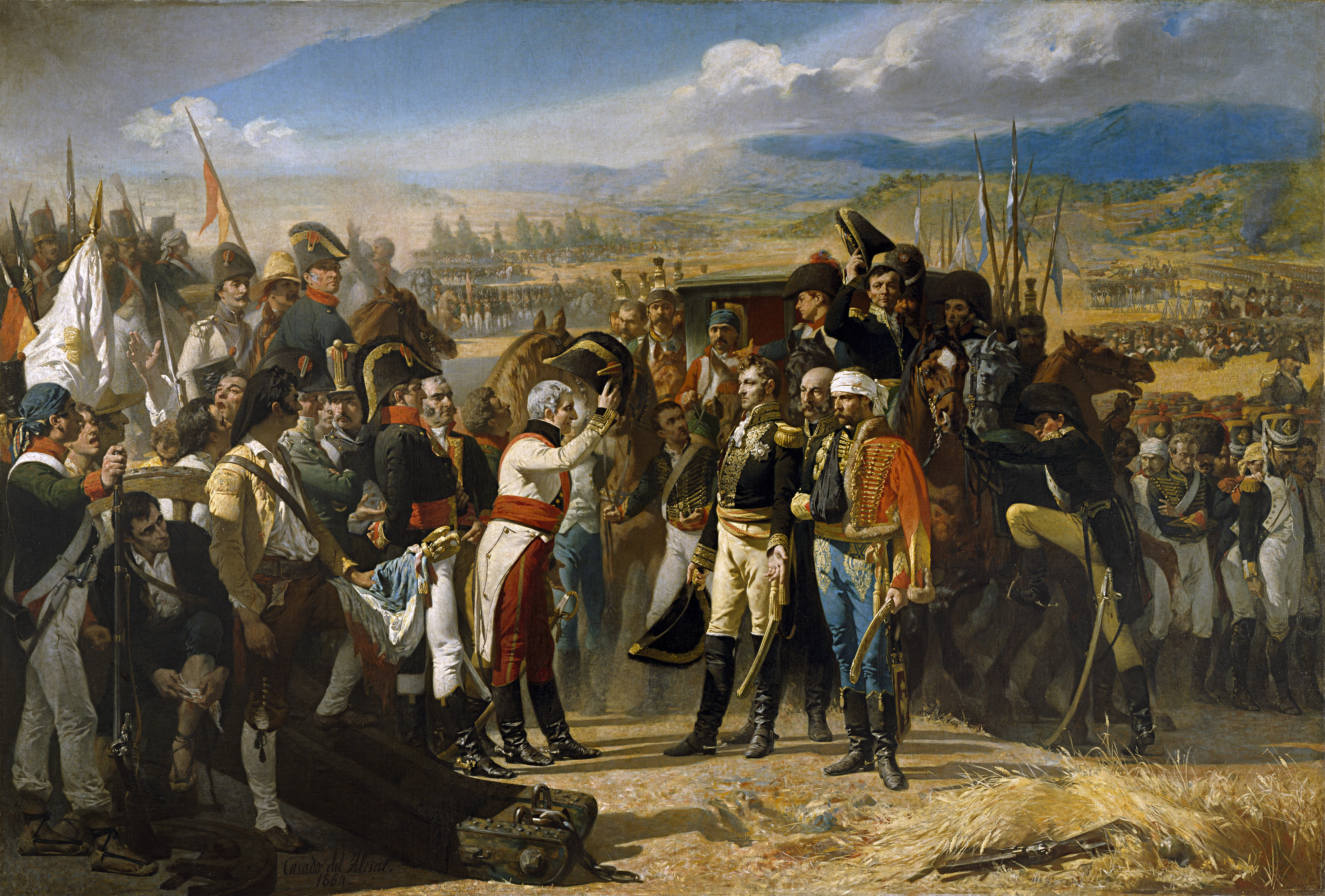
La Rendición de Bailén. 1864. Museo del Prado.

En la Exposición Nacional de 1881 presentó el cuadro La campana de Huesca o La leyenda del rey monje, inspirado en la leyenda homónima. No obtuvo medalla alguna, y al recibir solo mención honorífica, presentó su dimisión como director de la Academia Española de Bellas Artes de Roma. En mayo de 1882, es nombrado miembro del jurado para adjudicar la pensión de Paisaje para Roma en representación del Ministerio de Estado, y en octubre de 1883, vuelve a ser miembro del jurado para la pensión de Pintura en Roma.
Cultivó especialmente los temas históricos. Así, se le deben numerosos retratos de la alta sociedad de la época, como Baldomero Espartero, Isabel II de España, Alfonso XII de España y Emilio Castelar y Ripoll. Pero, sobre todo, es pintor representativo de una tendencia pictórica que domina la segunda mitad del siglo XIX: la pintura de grandes acontecimientos en relación con la historia de cada país. Se trata de «pintura de historia» o «realismo retrospectivo» en la medida en que trata de recrear con realismo hechos ocurridos en el pasado histórico. Además, realizó algunos cuadros de género, que se conservan en el Museo del Prado, como Retrato de una dama francesa, Mujer con mantilla blanca y Dama con abanico, entre otros.
Tras la muerte de Gustavo Adolfo Bécquer, Casado siguió dos de los procedimientos habituales en el siglo XIX para honrar y recordar a su amigo:
1. Realizó un dibujo de Bécquer en su lecho de muerte. Media hora después del óbito, acaecido al amanecer del 22 de diciembre de 1870, se produjo un eclipse total de sol. El pintor elaboró un grabado en que el semblante tranquilo destaca sobre un fondo envuelto en penumbras.
2. A la salida del funeral, Casado propuso a varios de los asistentes la idea de editar las obras del malogrado escritor. Para estudiar los detalles de esta edición, se celebró a la una de la tarde del día 24 de diciembre una reunión en su estudio de pintura. Así se acordó una suscripción pública para recaudar fondos. Ese propósito respondía a dos motivos: por un lado, honrar al amigo fallecido y, por otro, ayudar económicamente a la mujer e hijos de Bécquer. Gustavo le debe a Casado del Alisal su gloria literaria, ya que sus obras podrían haber sido olvidadas de no ser por la decisión de Casado, tal y como corrobora Rafael Montesinos en su libro Bécquer, biografía e imagen.

Su estilo es un tanto frío, intentando conciliar el academicismo y los ideales románticos.

## Obras
- Resurrección de Lázaro (1855, Real Academia de Bellas Artes de San Fernando).
- Últimos momentos de Fernando IV el Emplazado (1860, Palacio del Senado de España).
- La campana de Huesca (1880, Ayuntamiento de Huesca).
- La Rendición de Bailén (1864, Museo del Prado).
- El juramento de las Cortes de Cádiz (1863, Congreso de los Diputados).
- Retrato de Isabel II (1865, Palacio Real de Madrid).
- Gonzalo Fernández de Córdoba ante el cadáver del duque de Nemours (1866, Palacio del Senado de España).
- Retrato de Alfonso XII en el Salón del Trono (1884, Palacio Real de Madrid).
- Retrato de Práxedes Mateo Sagasta (1884, Congreso de los Diputados).
- La batalla de Clavijo (1885, Iglesia de San Francisco el Grande de Madrid).
- Retrato de Baldomero Espartero (1872, Congreso de los Diputados).
- Retrato de Antonio Cánovas del Castillo (1883, Real Academia de la Historia).
- Retrato de Eugenio García Ruiz (1882), o/l, de 64,4 x 53,4 cm, firmado y dedicado.

## Galería de imágenes

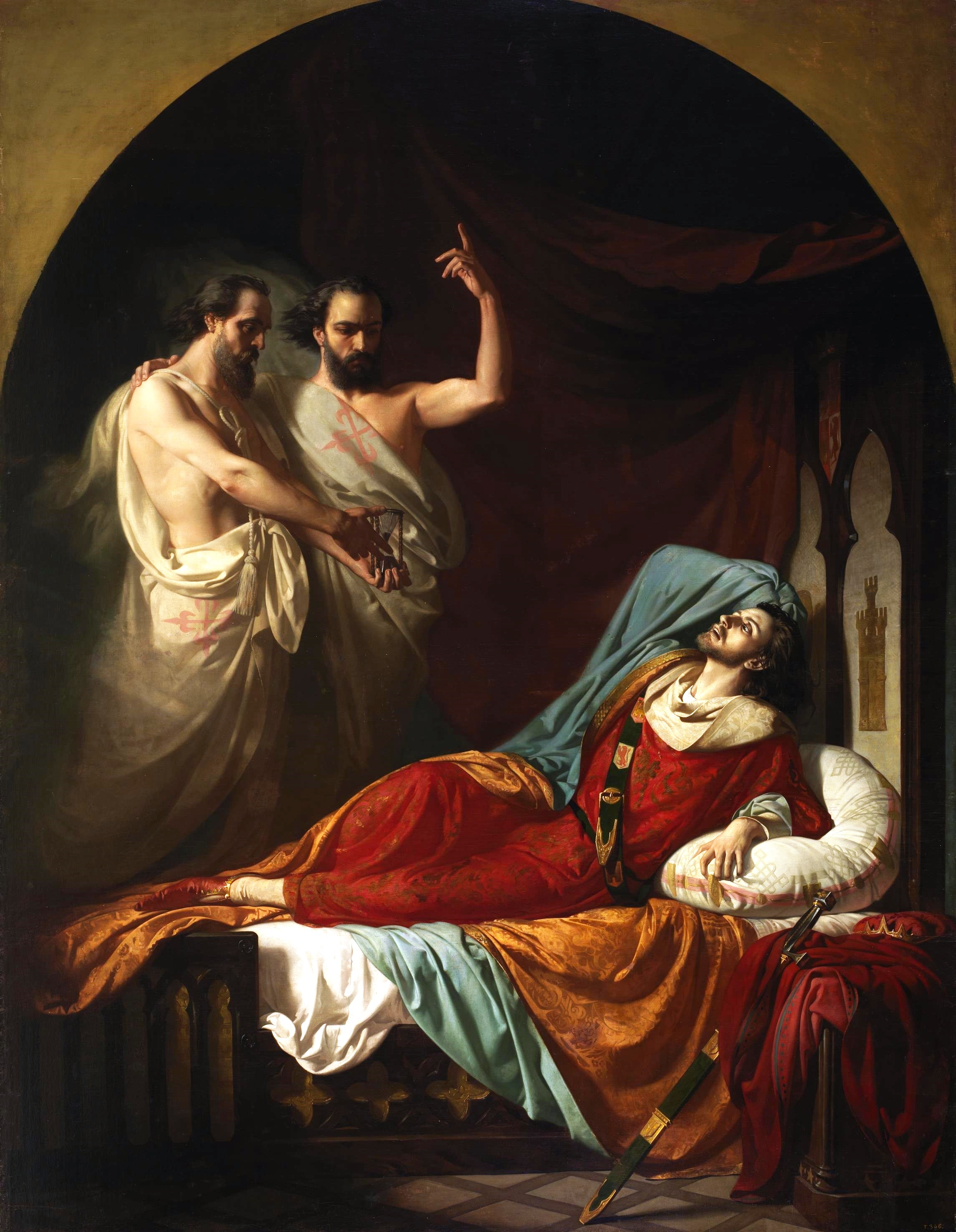
Últimos momentos de Fernando IV el Emplazado. 1860. Palacio del Senado de España.
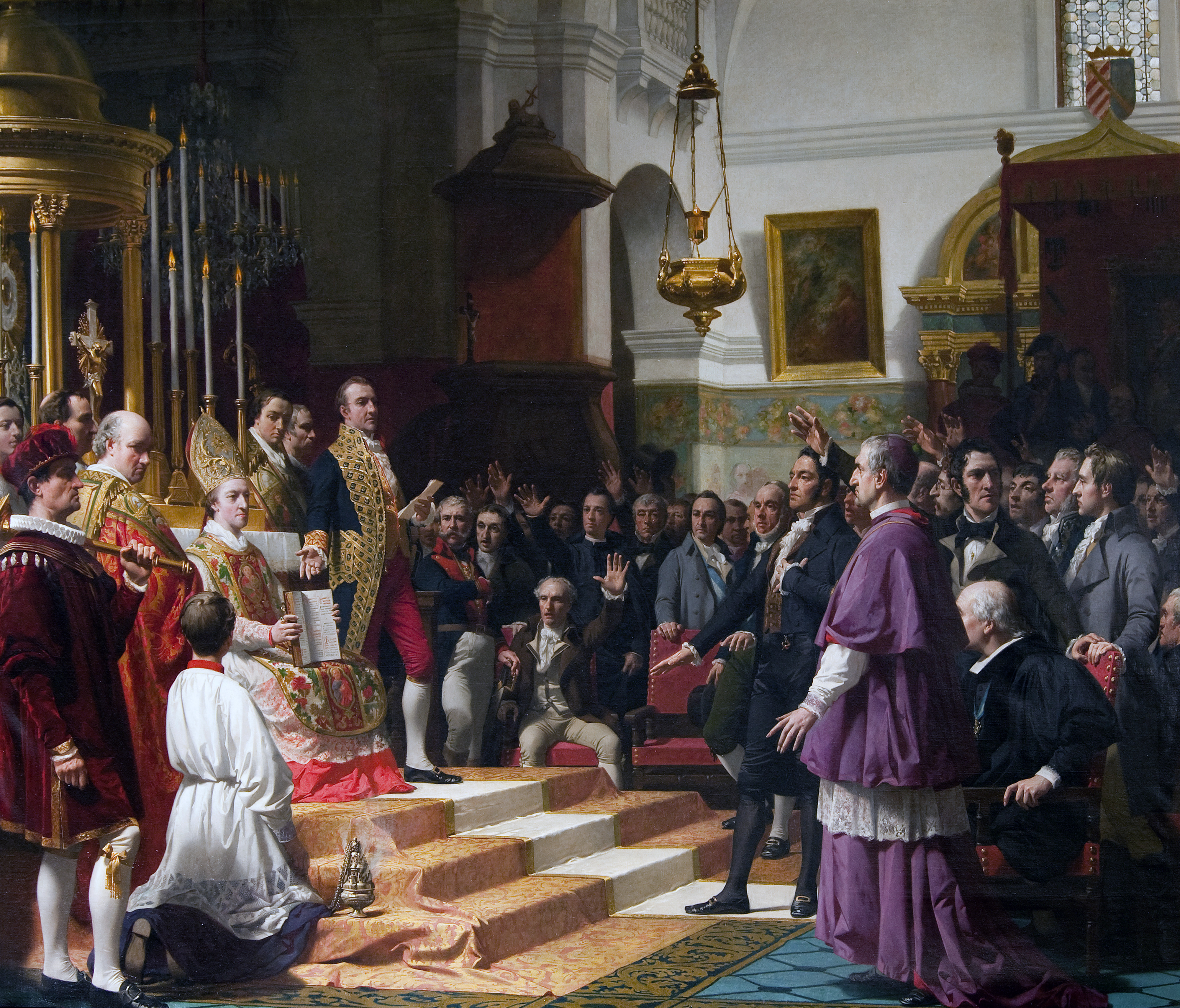
El juramento de las Cortes de Cádiz. 1863. Congreso de los Diputados.
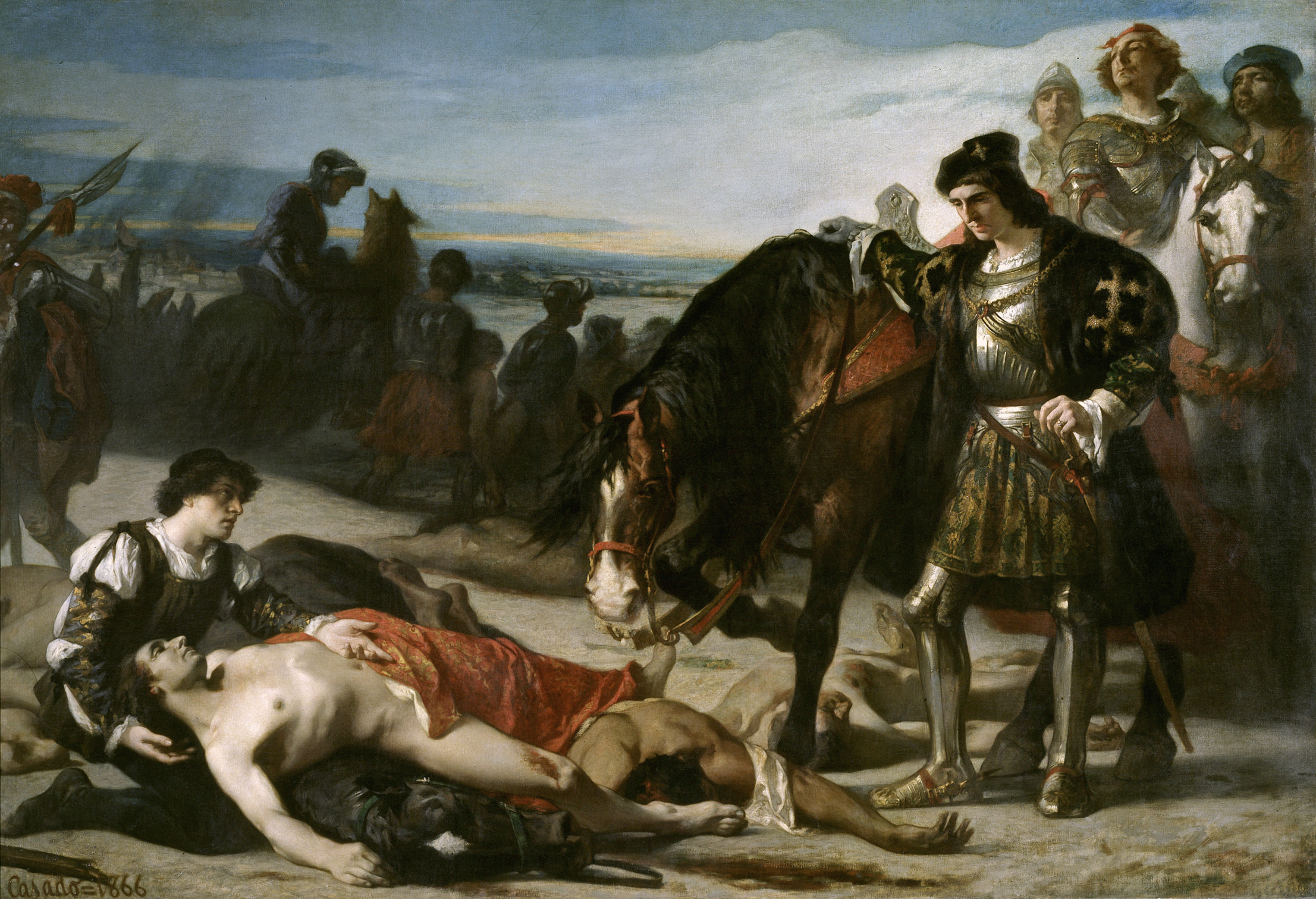
El Gran Capitán contemplando el cadáver del duque de Nemours. 1866. Palacio del Senado de España.
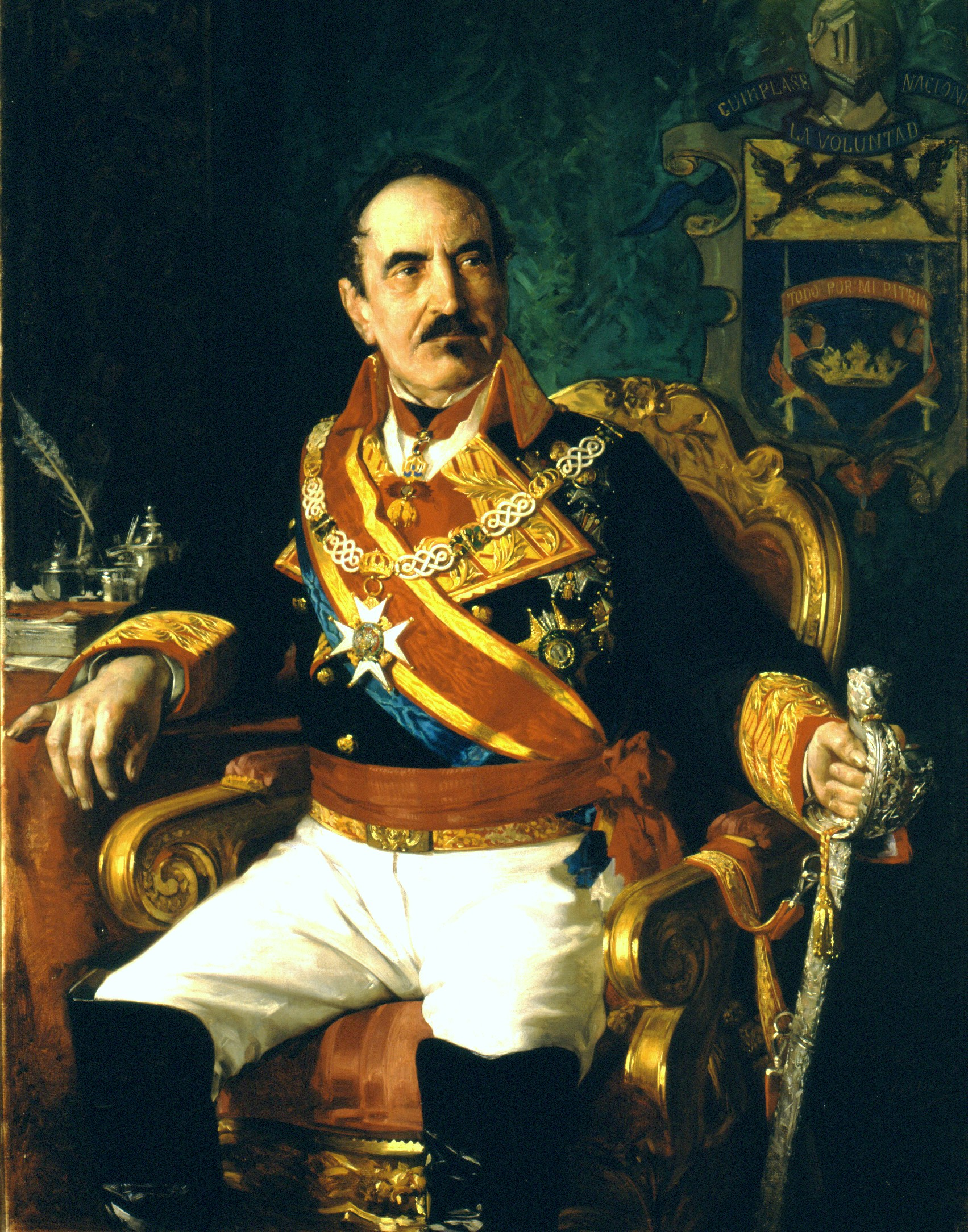
Retrato de Baldomero Espartero. 1872. Congreso de los Diputados.
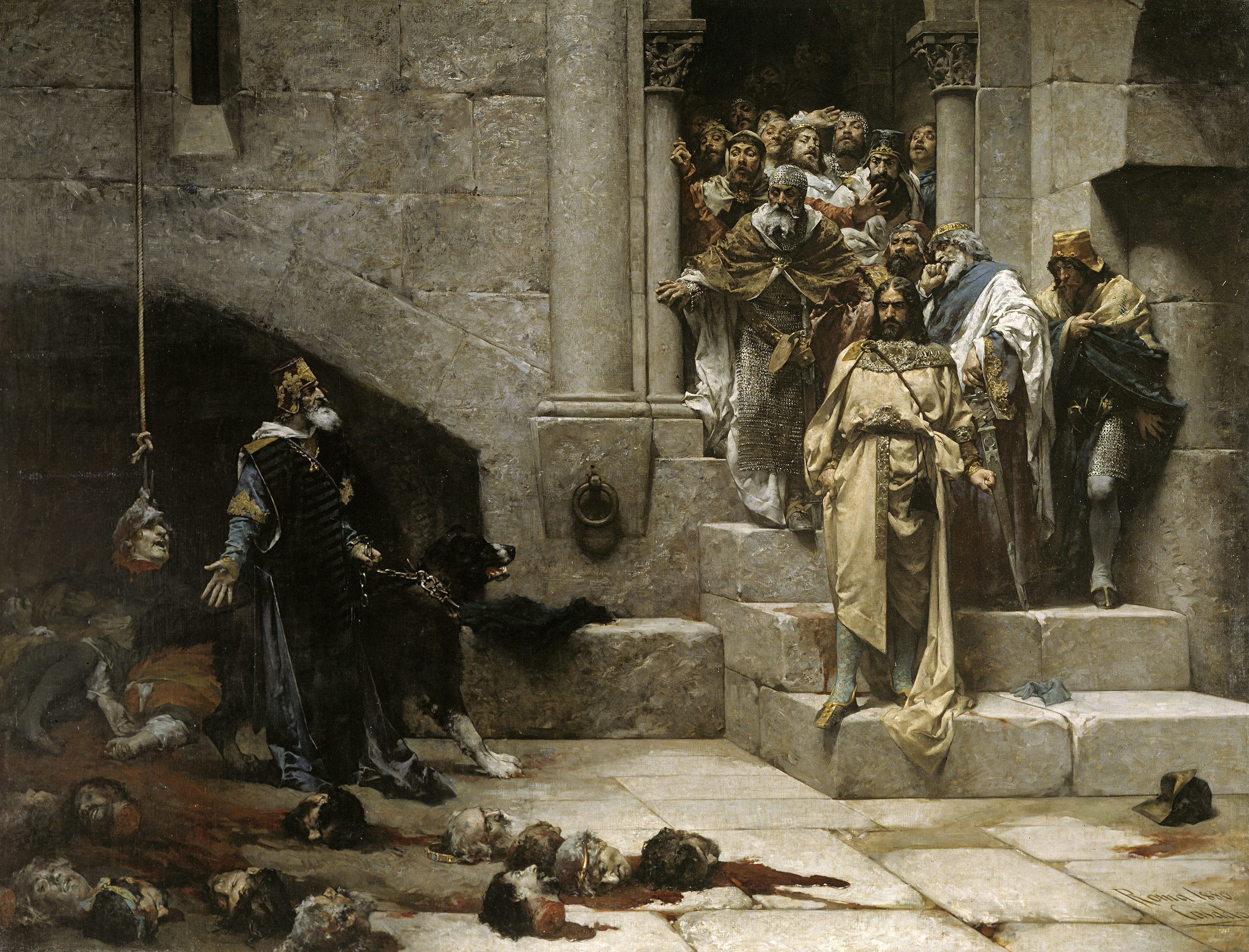
La campana de Huesca. 1880. Ayuntamiento de Huesca.
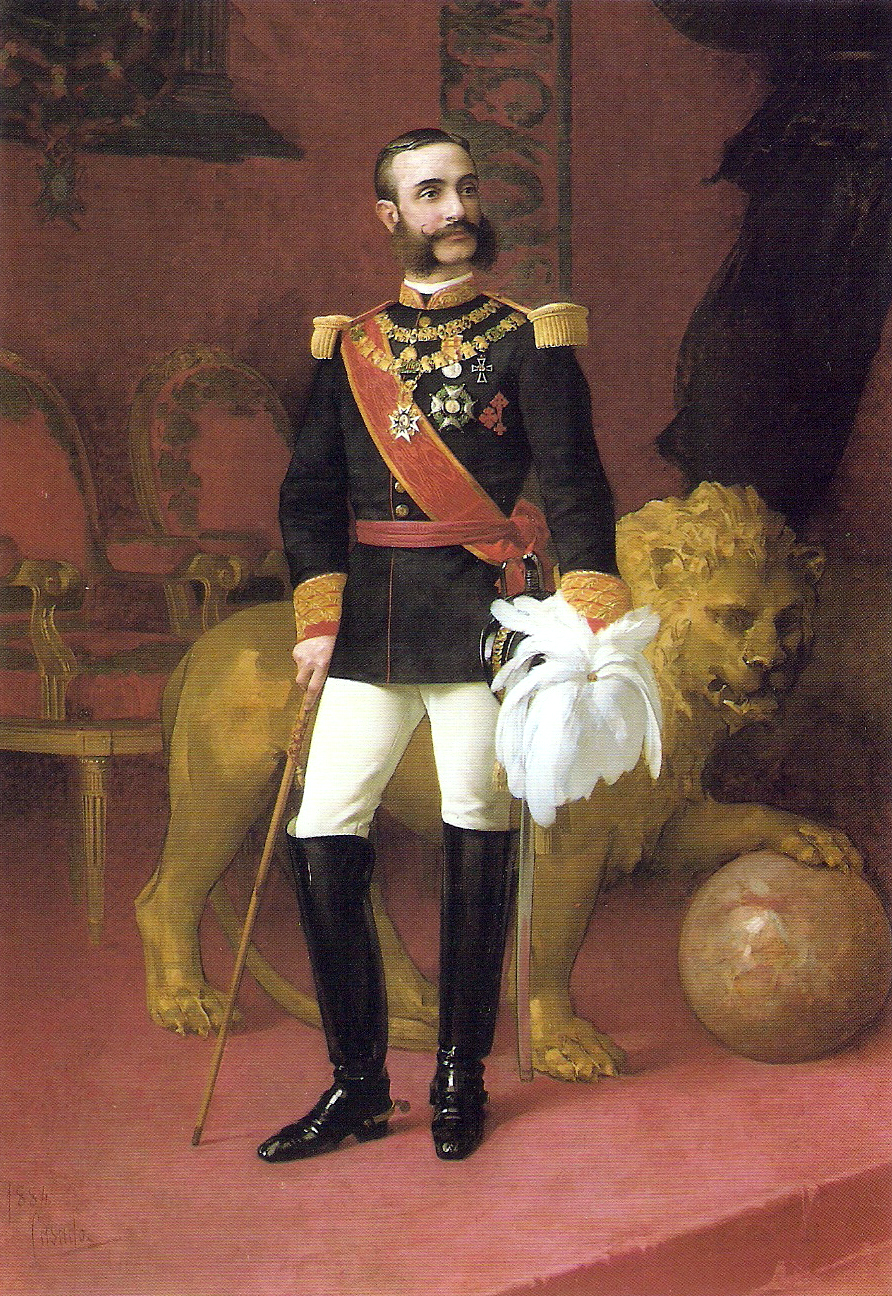
Retrato de Alfonso XII en el Salón del Trono. 1884. Palacio Real de Madrid.

## Reconocimientos
Tiene dedicadas calles en el barrio de los Jerónimos de Madrid, en la parte posterior del Museo del Prado, en los municipios palentinos de Palencia, Villada y Venta de Baños, en Huesca y en Bailén.